# Перло (кантон)
Перло́ (фр. Peyreleau) — кантон во Франции, находится в регионе Юг — Пиренеи, департамент Аверон. Входит в состав округа Мийо.
Код INSEE кантона — 1223. Всего в кантон Перло входят 7 коммун, из них главной коммуной является Перло.

## Коммуны кантона
| Коммуна              | Население, чел. (1999) | Почтовый индекс | Код INSEE |
| -------------------- | ---------------------- | --------------- | --------- |
| Вейро                | 109                    | 12720           | 12293     |
| Ла-Кресс             | 273                    | 12640           | 12086     |
| Ла-Рок-Сент-Маргерит | 172                    | 12100           | 12204     |
| Мостюэжуль           | 264                    | 12720           | 12160     |
| Перло                | 70                     | 12720           | 12180     |
| Ривьер-сюр-Тарн      | 961                    | 12640           | 12200     |
| Сент-Андре-де-Везин  | 117                    | 12720           | 12211     |

## Население
Население кантона на 1999 год составляло 1 966 человек.
| 1962  | 1968  | 1975  | 1982  | 1990  | 1999  | 2006 | 2007 |
| ----- | ----- | ----- | ----- | ----- | ----- | ---- | ---- |
| 1 422 | 1 680 | 1 569 | 1 681 | 1 730 | 1 966 | —    | —    |